# LB培养基

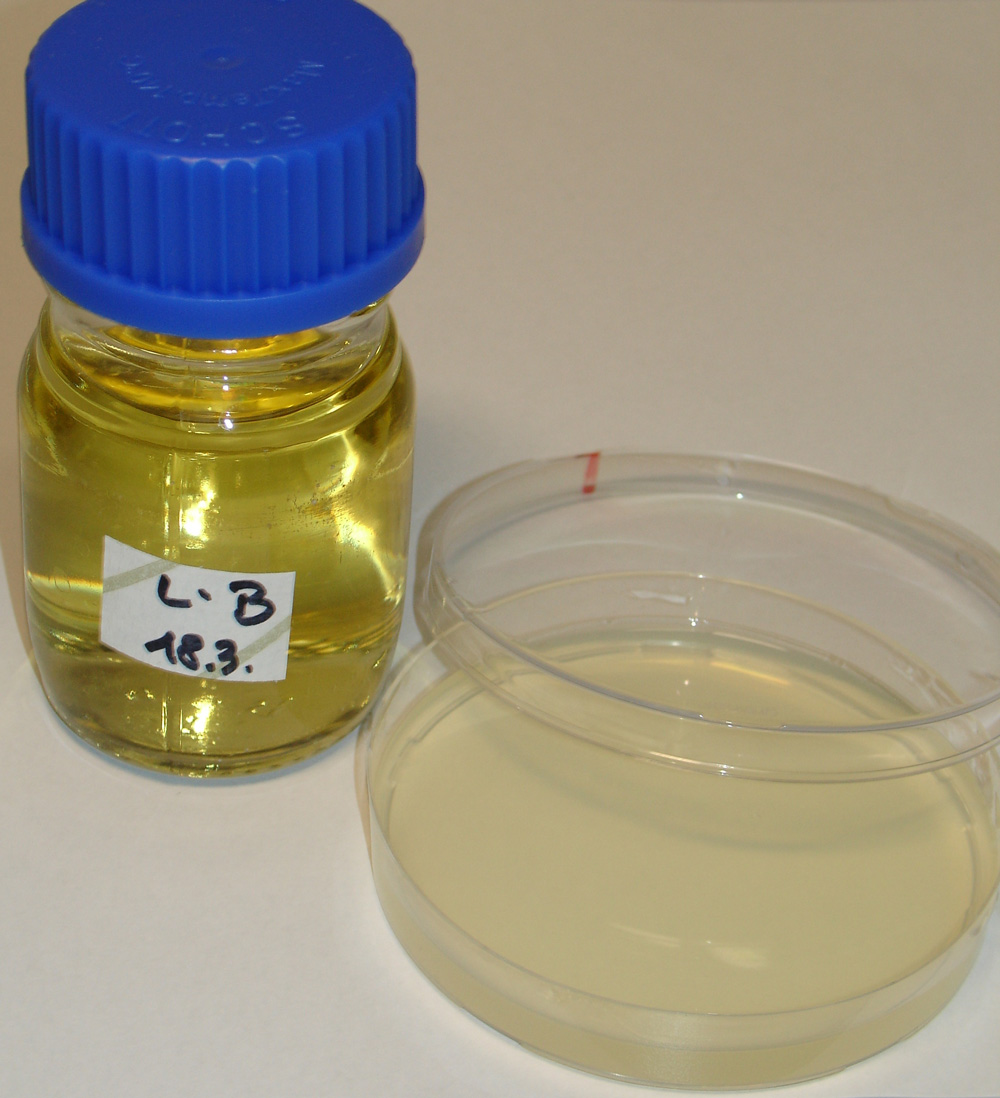
一瓶LB液體培養基和一塊含有瓊脂的LB固體培養平板

LB培养基（Lysogeny broth，LB），是微生物學實驗中最常用的營養性培養基，用於培養大腸桿菌等細菌，分為液態培养基和加入瓊脂製成的固態培養基。加入抗生素的 LB 培養基可用於篩選以大腸杆菌爲宿主的選殖。

## 名稱
儘管該培養基的名稱被廣泛解釋爲Luria-Bertani 培養基，然而根據其發明人貝爾塔尼（Giuseppe Bertani）的說法，這個名字來源於英語的 lysogeny broth，即溶菌肉湯。

## 配方
LB 培養基的配方發表於1951年有關溶源性的論文中。用於使志賀氏菌屬的細菌增長。
LB培養基在1950年代曾被用作培養大腸桿菌的業界標準配方。它還被廣泛應用於分子微生物學以及質體DNA的製備上，是重組大腸桿菌DNA時最常用的培養基。但LB培養基不鼓勵應用於生理學研究上。

每個LB培養基的配方不盡相同，但大概都會包含下列幾項：
一升水中加入：
- 胰蛋白腖（Tryptone）10克
- 酵母粉（Yeast extract）5克
- 氯化鈉10克
- 維生素（包含維生素B群）
- 微量元素（包含氮、硫、鎂等等）
- 礦物質

1951年的原始論文中，貝爾塔尼在1公升的水中加入了10克的氯化鈉、1克的葡萄糖，但之後便剔除掉了葡萄糖。

氯化鈉的量經常隨細菌的生長需求不同而有所改變，像鹽分較低的Lennox和Luria培養基就適用於對於鹽分較敏感的抗生素實驗上。
- LB-Miller (10 g/L NaCl)
- LB-Lennox (5 g/L NaCl)
- LB-Luria (0.5 g/L NaCl)

## 製備方法

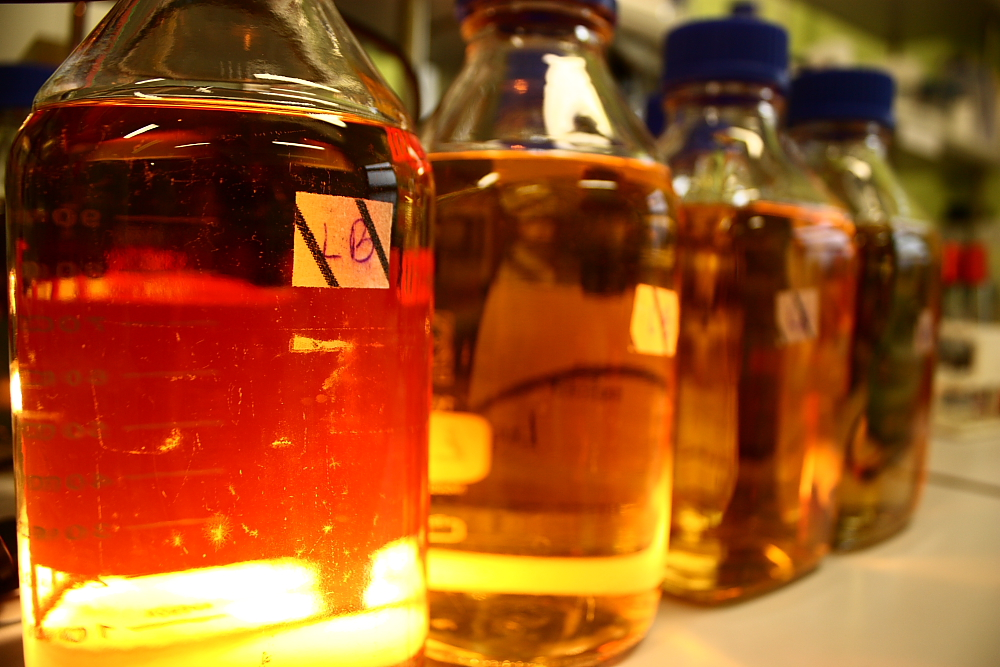
LB液體培養基

加水至1L并調pH值至7.0後高溫滅菌。如需要製成固態培養基，在調pH值後加入1.5%（质量体积比，即每升培养基中加入15克）的瓊脂再滅菌。
- 將上述成分溶於800 ml的去離子水中。
- 加入蒸餾水或去離子水至一公升。
- 用高壓釜以 121 °C 滅菌20分鐘。
- 冷卻後即可使用